# Teatr Mały w Warszawie (1973–2009)
Teatr Mały – teatr w Warszawie, scena kameralna Teatru Narodowego. Działał w latach 1973−2009.

## Opis
Teatr powstał w czasie, gdy dyrektorem Teatru Narodowego był Adam Hanuszkiewicz. 
Teatr, zaprojektowany przez arch. Zbigniewa Wacławka we współpracy ze Zbigniewem Gąsiorem, mieścił się w podziemiach kina „Relax”, z wejściem przez Dom Towarowy „Junior” przy ul. Marszałkowskiej 104/122, w którym znajdowała się kasa. Stamtąd po schodach schodziło się w dół do szatni i foyer, gdzie funkcjonował niewielki bufet.
Zaprojektowano scenę o wymiarach 12x4 metrów i wysokości 340 cm. Na widowni mieściło się 216−300 osób (istniała możliwość zmiennego ustawiania miejsc dla widzów w zależności od koncepcji reżyserskiej widowiska, a także rozmontowywania foteli). Z uwagi na brak miejsca w teatrze nie było magazynów ani pracowni (wszystko przywożono przed przedstawieniami z Teatru Narodowego). Placówka reprezentowała jednak nowoczesny kierunek architektury teatrów, z salą połączoną funkcjonalnie ze sceną, umożliwiającą wiele układów widowni, od tradycyjnego do amfiteatralnego. 
Teatr zainaugurował działalność 11 stycznia 1973 roku Antygoną Sofoklesa. Na jego scenie, w Antygonie (pierwszym dyplomowym przedstawieniu warszawskiej PWST) debiutowali m.in. Anna Chodakowska i Wiktor Zborowski. Na scenie tej debiutowała też Krystyna Janda.
Po pożarze Teatru Narodowego w roku 1985 scena Teatru Małego pełniła funkcje sceny głównej.
W latach 1992−1993 sala była bezpłatnie użyczona Teatrowi Współczesnemu.
W roku 1994 funkcję doradcy artystycznego ds. Teatru Małego objął Paweł Konic. Przez dziesięć lat jego dyrekcji udało się tu stworzyć najpoważniejszą scenę impresaryjną, na której pokazano przeszło 1200 zaproszonych spektakli.